# Liste der Stolpersteine in Plettenberg
In der Liste der Stolpersteine in Plettenberg werden die vorhandenen Gedenksteine aufgeführt, die im Rahmen des Projektes Stolpersteine des Künstlers Gunter Demnig bisher in Plettenberg verlegt worden sind. Die ersten Stolpersteine wurden von Gunter Demnig in Plettenberg im Jahr 2008 verlegt. Weitere Steine folgten 2015. Nun ist geplant, im Jahr 2022 weitere neun Steine verlegen zu lassen.

## Verlegte Stolpersteine
| Adresse            | Name                | Inschrift | Verlegedatum  | Bild | Anmerkung                                                                   |  |
| ------------------ | ------------------- | --- | ------------- | ---- | --------------------------------------------------------------------------- |  |
| Alter Markt 3 ·    | Helene Heilbronn    | Hier wohnte Helene Heilbronn geb. Jacobs Jg. 1868 deportiert 1942 Theresienstadt 1942 Treblinka ermordet                          | 10. Dez. 2015 |      | geboren am 8. August 1868 in Barmen-Elberfeld                               |  |
| Alter Markt 3 ·    | Alex Heilbronn      | Hier wohnte Alex Heilbronn Jg. 1868 deportiert 1942 Theresienstadt 1942 Treblinka ermordet                                        | 10. Dez. 2015 |      | geboren am 10. März 1868 in Plettenberg                                     |  |
| Alter Markt 3 ·    | Egon Heilbronn      | Hier wohnte Egon Heilbronn Jg. 1899 'Schutzhaft’ 1938 Sachsenhausen deportiert 1942 Zamosc ermordet                               | 10. Dez. 2015 |      | geboren am 14. März 1899 in Plettenberg                                     |  |
| Alter Markt 3 ·    | Jenni Heilbronn     | Hier wohnte Jenni Heilbronn geb. Herz Jg. 1909 deportiert 1942 Zamosc ermordet                                                    | 10. Dez. 2015 |      | geboren am 26. Dezember 1909 in Vreden                                      |  |
| Alter Markt 3 ·    | Hannelore Heilbronn | Hier wohnte Hannelore Helga Heilbronn Jg. 1937 deportiert 1942 Zamosc ermordet                                                    | 10. Dez. 2015 |      | geboren am 15. Dezember 1937 in Plettenberg                                 |  |
| Am Obertor 4 ·     | Hugo Neufeld        | Hier wohnte Hugo Neufeld Jg. 1884 deportiert 1941 Minsk ermordet                                                                  | 27. Nov. 2008 |      | geboren am 3. September 1884 in Plettenberg                                 |  |
| Am Obertor 4 ·     | Johanna Neufeld     | Hier wohnte Johanna Neufeld geb. Sachs Jg. 1900 deportiert 1941 Minsk ermordet                                                    | 27. Nov. 2008 |      | geboren am 22. Februar 1900 in Limburg a. d. Lahn                           |  |
| Am Obertor 4 ·     | Julius Bachrach     | Hier wohnte Julius Bachrach Jg. 1879 deportiert 1941 Łodz ermordet 5.9.1942                                                       | 27. Nov. 2008 |      | geboren am 16. Juli 1879 in Schwalenberg                                    |  |
| Am Obertor 4 ·     | Olga Bachrach       | Hier wohnte Olga Bachrach geb. Neufeld Jg. 1889 deportiert 1941 Łodz ermordet                                                     | 27. Nov. 2008 |      | geboren am 31. Januar 1889 in Plettenberg                                   |  |
| Am Obertor 4 ·     | Meta Lievendag      | Hier wohnte Meta Lievendag Jg. 1897 deportiert 1941 Łodz ermordet                                                                 | 27. Nov. 2008 |      | geboren am 4. September 1897 in Schüttorf                                   |  |
| Wilhelmstraße 18 · | Louis Löwenthal     | Hier wohnte Louis Löwenthal Jg. 1864 gedemütigt/entrechtet tot 16. Juni 1942                                                      |               |      |                                                                             |  |
| Wilhelmstraße 18 · | Emma Löwenthal      | Hier wohnte Emma Löwenthal geb. Heilbronn Jg. 1865 deportiert 1942 Theresienstadt Treblinka ermordet                              |               |      |                                                                             |  |
| Wilhelmstraße 18 · | Eugen Löwenthal     | Hier wohnte Eugen Löwenthal Jg. 1896 'Schutzhaft' 1938 KZ Sachsenhausen deportiert 1942 Ghetto Zamosc ermordet                    |               |      |                                                                             |  |
| Wilhelmstraße 18 · | Käte Löwenthal      | Hier wohnte Käte Löwenthal geb. Marcus Jg. 1908 deportiert 1942 Ghetto Zamosc ermordet                                            |               |      |                                                                             |  |
| Wilhelmstraße 24 · | Dina Sternberg      | Hier wohnte Dina Sternberg geb. Löwenstein Jg. 1891 unfreiwillig verzogen 1938 Aachen deportiert 1942 ermordet im besetzten Polen | 10. Dez. 2015 |      | geboren am 10. Mai 1891 in Bocholt                                          |  |
| Wilhelmstraße 24 · | Alice Sternberg     | Hier wohnte Alice Sternberg Jg. 1921 unfreiwillig verzogen 1938 Aachen deportiert 1942 Theresienstadt 1944 Auschwitz ermordet     | 10. Dez. 2015 |      | geboren am 9. November 1921 in Plettenberg                                  |  |
| Wilhelmstraße 25 · | Jakob Kurth         | Hier wohnte Jakob Kurth Jg. 1881 verhaftet 1944 Sachsenhausen ermordet 31.10.1944                                                 | 26. Nov. 2008 |      | Jakob Kurth war von 1919 bis 1933 Stadtverordnetenvorsteher in Plettenberg. |  |